# Alexandre Delmar
Alexandre Delmar (* 14. Juli 1975 in Nîmes, Département Gard) ist ein französischer Schriftsteller.

## Leben
Alexandre Delmar studierte Management und ist heute leitender Mitarbeiter in einer französischen Bank. Um seine eigene Homosexualität zu akzeptieren, fing er an, seine Lebensgeschichte niederzuschreiben. Hieraus entstand sein erstes Buch, Prélude à une vie heureuse. Der Roman wurde in Frankreich sofort zum Bestseller und war dort zwei Jahre in Folge das bestverkaufte schwule Buch. 
Der Autor ist heute weiterhin in einer Bank tätig. Inzwischen hat er weitere Bücher veröffentlicht, die bislang aber nicht ins Deutsche übersetzt wurden.
Zu seinen literarischen Vorbildern zählen die belgische Schriftstellerin Amélie Nothomb, der französische Autor Philippe Besson und der amerikanische Schriftsteller und Essayist Edmund White.

## Werke (Auswahl)
- Prélude à une vie heureuse. Édition Textes, Paris 2004, ISBN 2-914679-11-4. 
  - deutsche Übersetzung: Unterwegs ins Glück. Gmünder, Berlin 2009, ISBN 978-3-86787-124-2 (übersetzt von Patrick Kawina).
- Le garçon qui pleurait des larmes d'amour. Édition Textres, Paris 2007, ISBN 978-2-914679-24-4.
- Je suis le seul joueur de foot homo, enfin j'étais .... Éditions T.G., Paris 2009, ISBN 978-2-914679-41-1.
- Te revoir! Roman. Édition Textes, Paris 2007, ISBN 978-2-91467-927-5.
- Le syndorme de la cédille. Roman. Édition Textes, Paris 2009, ISBN 978-2-91467-937-4.